# 가쓰라기촌 (미에현)
가쓰라기촌(桂城村)은 일본 미에현 기타무로군에 설치되었던 촌이다. 현재의 기호쿠정의 일부에 해당한다.